# Alain Duclos
 (juin 2011).
Si vous disposez d'ouvrages ou d'articles de référence ou si vous connaissez des sites web de qualité traitant du thème abordé ici, merci de compléter l'article en donnant les références utiles à sa vérifiabilité et en les liant à la section « Notes et références ».
Alain Duclos né le 25 juin 1971 à Bamako au Mali est un pilote français d'enduro. Il roule sur une Aprilia gamme Touareg.

## Biographie
Il découvre le cross très jeune. En 1982 le Rallye Dakar fait étape à Korhogo, sa famille héberge un des participants Raymond Loiseau et pour Alain Duclos c'est le déclic : il se met à la mécanique et roule en brousse avec ses amis.
A 29 ans, il participe pour la première fois au Rallye Dakar et s'inscrit la même année au Championnat de France d'Enduro qu'il remporte en 2000 en national 2. En 2001, il est nommé champion de France national 1 avec le team Husaberg.
En 2004, il crée sa propre structure pulsion moto pour participer au championnat de France d'enduro. En 2009 il intègre le team KTM aux côtés de Cyril Despres.
En 2011, il signe un contrat pour deux ans avec le team Aprilia et devient pilote officiel.

## Palmarès
| Année | Compétition                            | Classement et distinction |
| ----- | -------------------------------------- | --- |
| 2000  | Rallye Dakar, Le Caire                 | Abandon, leader catégorie 450 cm3                                                                                                |
|       | Championnat de France d'enduro         | Champion de France national 2 (4T et scratch)                                                                                    |
| 2001  | Rallye Dakar                           | 60e au classement général final 4e sur l'étape Néma-Bamako                                                                       |
|       | championnat de France d'enduro         | champion de France national 1 (4T)                                                                                               |
|       | championnat de France de cross country | champion de France |
| 2003  | Rallye Dakar                           | Abandon sur chute (il était à la 8e place au classement général à 2 étapes de l'arrivée.                                         |
| 2005  | Rallye Dakar                           | 14e au classement final général 2e dans la catégorie 450 cm3 2e du classement marathon                                           |
| 2006  | Rallye Dakar                           | 7e au classement final général vainqueur de la catégorie 450 cm3, vainqueur du classement marathon victoire d'étape Kayes-Bamako |
| 2007  | Rallye Dakar                           | Abandon sur chute |
| 2009  | Rallye Dakar                           | 32e au classement final général                                                                                                  |
| 2010  | Rallye Dakar                           | 6e du classement final général                                                                                                   |
| 2011  | Rallye Dakar                           | 55e au classement final général                                                                                                  |
| 2012  | Rallye Dakar                           | 58e au classement final général                                                                                                  |
| 2013  | Rallye Dakar                           | 36e au classement final général                                                                                                  |
| 2014  | Rallye Dakar                           | Abandon lors de la 9e étape Vainqueur d'étape à San Miguel de Tucuman                                                            |
| 2015  | Rallye Dakar                           | 25e au classement final |
| 2016  | Rallye Dakar                           | 42e au classement final |